# Kurzstreckenzieher
Unter Kurzstreckenzieher versteht man in der Vogelkunde Arten, deren Winterquartiere selten weiter als 2000 Kilometer vom Brutgebiet entfernt liegen. So überwintern nordeuropäische Brutvögel häufig an der Atlantikküste, in Großbritannien oder in Mitteleuropa, mitteleuropäische dagegen meist im Mittelmeerraum. Das Mittelmeer wird nur selten überflogen, und wenn, meist auf den sogenannten Inselrouten. Die Sahara wird von Kurzstreckenziehern in der Regel nicht überquert.
Viele Kurzstreckenzieher sind keine obligaten Zugvögel, sondern Teilzieher, deren Wegzug auch von klimatischen Ereignissen ausgelöst wird. Häufig werden von einer Art mehrere Zugstrategien angewandt: So können Zilpzalp oder Mönchsgrasmücke sowohl Kurzstreckenzieher, Langstreckenzieher als auch Standvogel sein.
In Mitteleuropa ist vielleicht das Rotkehlchen der bekannteste Kurzstreckenzieher. Die meisten während des Winterhalbjahres in Mitteleuropa zu beobachtenden Individuen stammen aus Nord- beziehungsweise Nordosteuropa, während die Mehrzahl der in Mitteleuropa brütenden Rotkehlchen den Winter im Mittelmeerraum oder in Südwesteuropa verbringt.